# Calle del Labrador
La calle del Labrador es una vía pública de la ciudad española de Madrid, situada en el barrio de Acacias, distrito de Arganzuela.

## Descripción
La vía discurre desde la calle de Embajadores hasta el paseo de Juan Antonio Vallejo-Nájera Botas. El título es de origen popular. Aparece descrita en Las calles de Madrid (1889) de Hilario Peñasco de la Puente y Carlos Cambronero con las siguientes palabras:

Labrador. Entre la prolongación de la calle de Embajadores y el Paseo de la Esperanza. Es de apertura moderna. El nombre se dió á la calle particularmente por los vecino y luego pasó á ser oficial.
(Peñasco de la Puente y Cambronero, 1889, p. 287)